# 大叻市
大叻市（越南语：／），又译茶叻、大勒，是越南林同省省莅。该市的海拔高度为1500米，位于中部高原南部。该名称来源于当地少数民族，在原文中意为“Lạt溪”。
大叻是越南一个受欢迎的旅游目的地，其温和的气候有別於其他地區的燠熱，拥有瀑布和湖泊等美丽的风景和丰富的农产花、植物。前大叻皇宫建于1922年。

## 历史

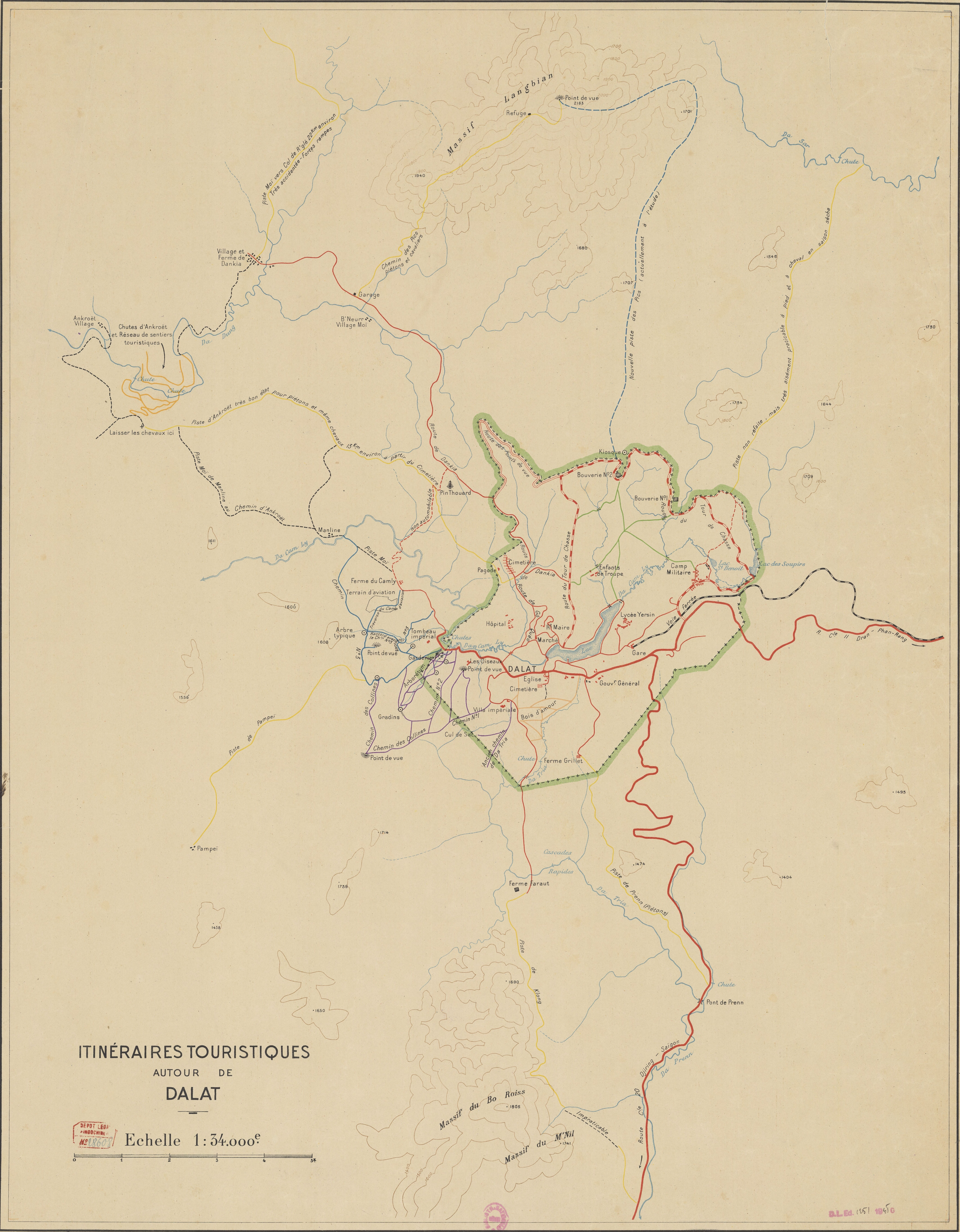
法属印度支那时期的大叻市地图

大叻市在被越南阮朝統治之前屬於占婆人的部落地區。该地被称作高原（另有Langbiang多种拼写方式），后越南语化为林园高原，又称作大叻高原，是西原高原的组成部分。
“大叻”一名来自当地原住民語言格贺语的“daa Laac”，其中“Daa”表示“河流”，“Laac”则指住在当地的格贺族的一支部落，意译为“格贺族居住之所”。
1893年，著名的细菌学家亚历山大·耶尔森来到林园高原探险。1897年，耶尔森请求法属印度支那总督保罗在这里兴建高山避暑胜地。这一建议得到了总督的认可。此后，法国殖民政府逐渐开发大叻。
1899年11月1日，总督保罗签署法案，在林园高原设立同狔上省，同时设立性灵和林园两个据点。
1900年，殖民政府在大叻设立大叻督理座。次年，修建了从宁顺省到大叻的铁路。
1902年，总督保罗返回法国任职，开发大叻的计划被殖民政府暂停。
1916年，殖民政府在大叻设立林园省。
1917年，顺化朝廷工部尚书段廷𧀲视察大叻。
1920年10月31日，撤销林园省，改设大叻市社。同时在大叻建设林园疗养院。
1941年1月8日，殖民政府重新设立林园省。
在法国殖民统治期间，法国人在大叻留下了别墅、林荫大道，类似于瑞士的风光保持至今。他们还兴建了寄宿学校，来自印度支那各地的儿童在此接受法国神父、修女的教育。这里还有耶稣会等修会培养神父的修道院。
二战期间，大叻曾经是印度支那联邦的首都。
1945年8月，越南发生八月革命。越盟在大叻成立了林园省临时人民革命委员会。同时，阮朝皇室成员阮福膺荌则被越南帝国陈仲金政府任命为大叻市长。1949年，越南国政府任命陈廷桂博士为大叻市长。
1950年4月15日，西原高原5省被越南国划定为皇朝疆土，以大叻市为首府。
1950年，越南國陸軍官校第一届学员畢業，許多人後來成為越南共和國（南越）軍政要員。这里还有一所飞行员学校在甘離機場。
1951年11月10日，越南国国长保大帝下发第4号谕，划定大叻市社边界。
1950年代中叶，越南侦察协会在大叻建立国家训练场地。
1955年，吴廷琰操作公投，废除了越南国，同时撤销皇朝疆土，将西原5省直接并入越南共和国。
1956年，大叻市社被划定为直辖市。
1958年5月19日，越南共和国吴廷琰总统签署敕令，设立宣德省，省莅设在大叻市社。
1975年4月3日，越南人民军攻佔大叻。

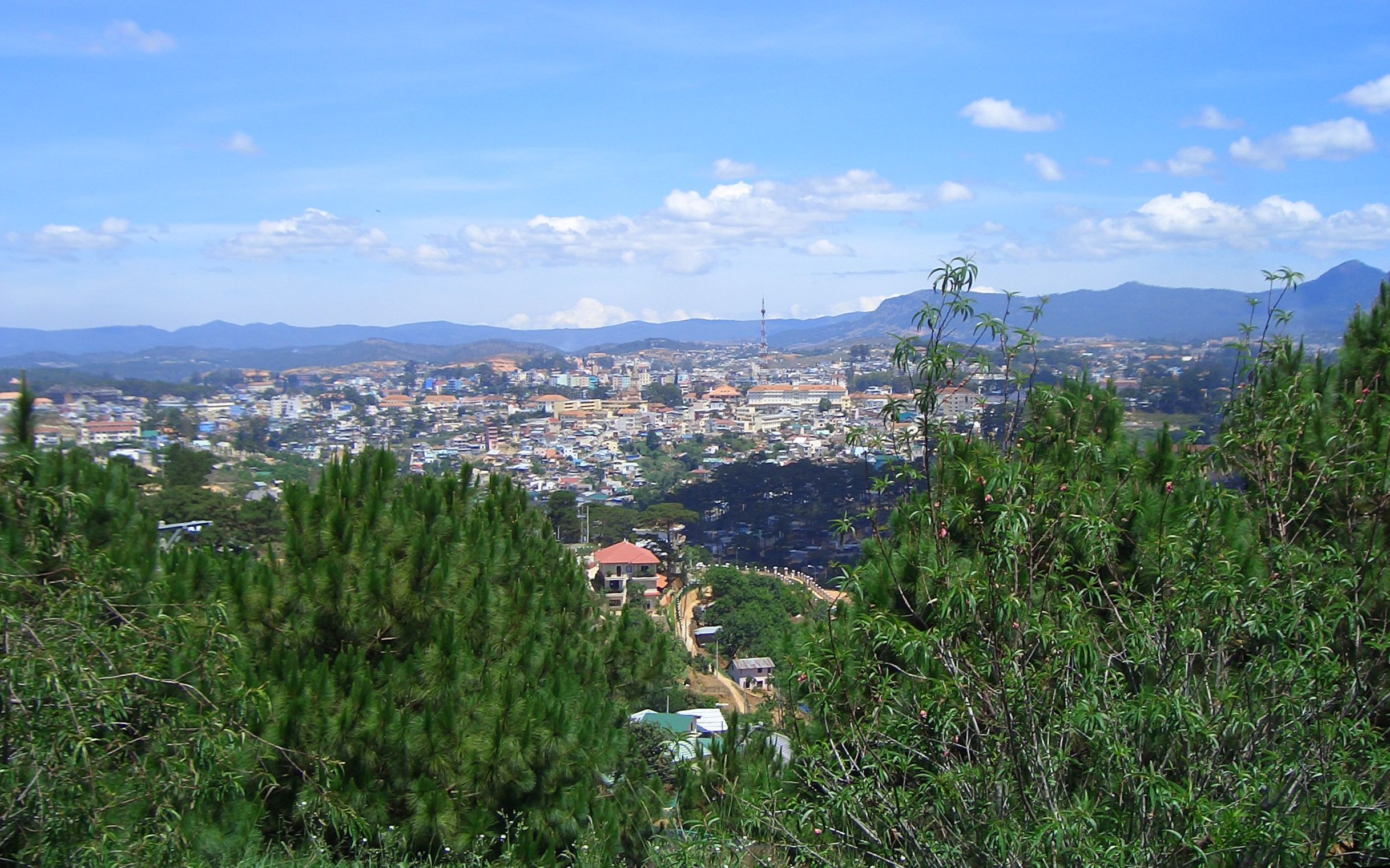
大叻市

1976年2月，林同省、宣德省和大叻市合并为林同省，大叻市成为林同省莅。大叻市下辖第一坊、第二坊、第三坊、第四坊、第五坊、第六坊、耶农社、春长社、春寿社6坊3社。
1986年6月6日，原第一坊分设为第一坊和第二坊，原第二坊分设为第三坊和第四坊，原第三坊分设为第五坊和第六坊，原第四坊分设为第七坊和第八坊，原第五坊分设为第九坊和第十坊，原第六坊分设为第十一坊和第十二坊。
1999年7月24日，大叻市被评定为二级城市。
2009年3月6日，春长社析置站行社。
2009年3月23日，大叻市被评定为一级城市。

## 行政区划

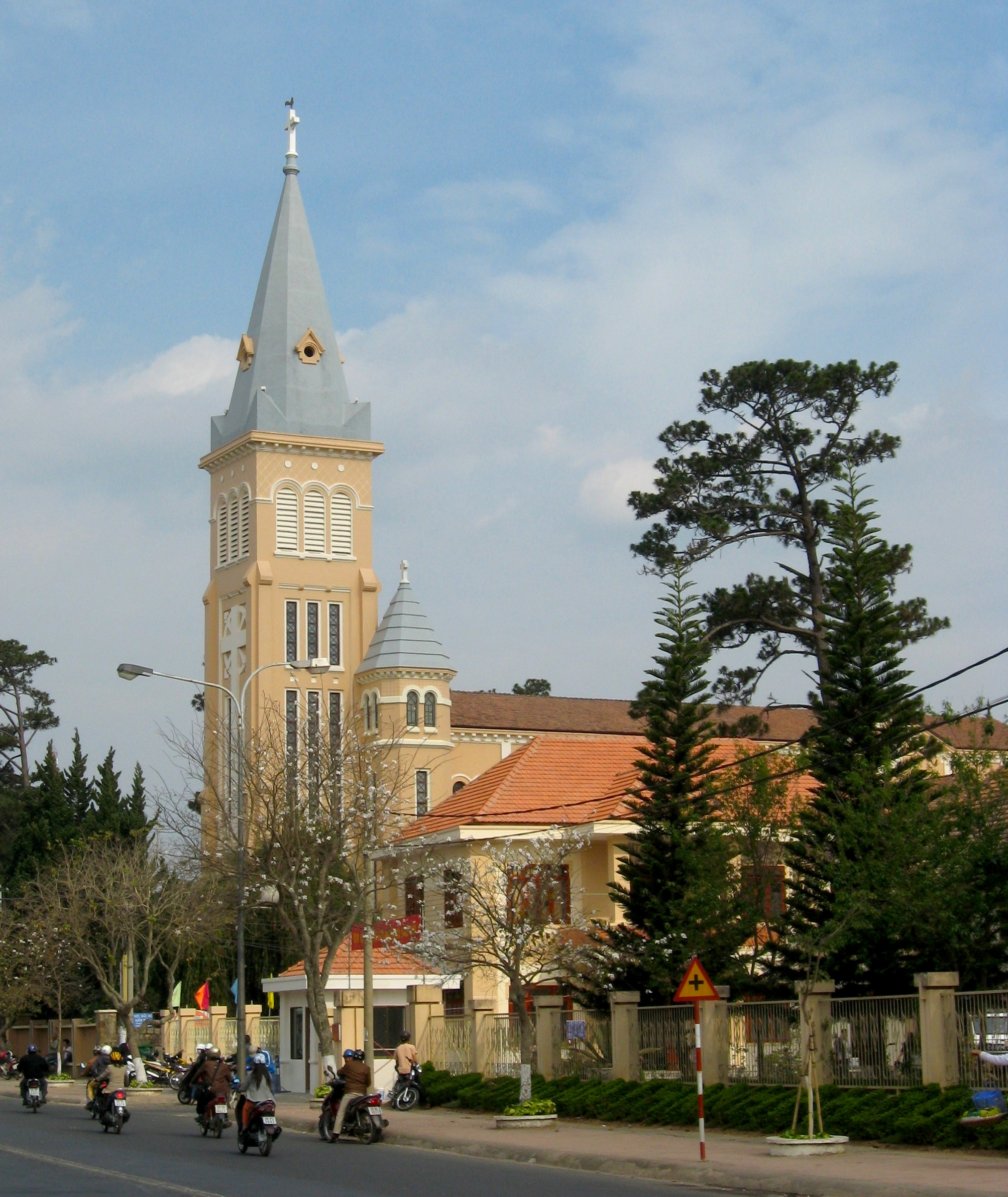
天主教圣尼各老主教座堂

大叻市下辖12坊4社，市人民委员会位于第八坊。
- 第一坊（Phường 1）
- 第二坊（Phường 2）
- 第三坊（Phường 3）
- 第四坊（Phường 4）
- 第五坊（Phường 5）
- 第六坊（Phường 6）
- 第七坊（Phường 7）
- 第八坊（Phường 8）
- 第九坊（Phường 9）
- 第十坊（Phường 10）
- 第十一坊（Phường 11）
- 第十二坊（Phường 12）
- 耶农社（Xã Tà Nung）
- 站行社（Xã Trạm Hành）
- 春寿社（Xã Xuân Thọ）
- 春长社（Xã Xuân Trường）

## 地理
大叻的市中心拥有一个人工开挖的5平方公里的春香湖。平均气温为17℃，最热的季节不超过25℃。清晨，该市从湖中升起迷雾。其适宜的气候有利于种植农作物。
大叻以种植兰花、玫瑰、蔬菜和水果以及酿酒为主。
| 大叻（1981－2010）                                                                      | 大叻（1981－2010） | 大叻（1981－2010） | 大叻（1981－2010） | 大叻（1981－2010） | 大叻（1981－2010） | 大叻（1981－2010） | 大叻（1981－2010） | 大叻（1981－2010） | 大叻（1981－2010） | 大叻（1981－2010） | 大叻（1981－2010） | 大叻（1981－2010） | 大叻（1981－2010） |
| 月份                                                                                    | 1月                | 2月                | 3月                | 4月                | 5月                | 6月                | 7月                | 8月                | 9月                | 10月               | 11月               | 12月               | 全年               |
| --------------------------------------------------------------------------------------- | ------------------ | ------------------ | ------------------ | ------------------ | ------------------ | ------------------ | ------------------ | ------------------ | ------------------ | ------------------ | ------------------ | ------------------ | ------------------ |
| 平均高温 °C（°F）                                                                       | 22.4 (72.3)        | 23.9 (75.0)        | 25.2 (77.4)        | 25.2 (77.4)        | 25.6 (78.1)        | 23.4 (74.1)        | 22.9 (73.2)        | 22.6 (72.7)        | 22.8 (73.0)        | 22.6 (72.7)        | 21.8 (71.2)        | 21.2 (70.2)        | 23.2 (73.8)        |
| 日均气温 °C（°F）                                                                       | 15.8 (60.4)        | 16.9 (62.4)        | 18.0 (64.4)        | 18.8 (65.8)        | 19.3 (66.7)        | 19.0 (66.2)        | 18.6 (65.5)        | 18.5 (65.3)        | 18.4 (65.1)        | 18.1 (64.6)        | 17.3 (63.1)        | 16.2 (61.2)        | 17.9 (64.2)        |
| 平均低温 °C（°F）                                                                       | 11.5 (52.7)        | 11.7 (53.1)        | 12.8 (55.0)        | 14.7 (58.5)        | 16.1 (61.0)        | 16.4 (61.5)        | 16.1 (61.0)        | 16.2 (61.2)        | 15.9 (60.6)        | 15.1 (59.2)        | 14.5 (58.1)        | 12.9 (55.2)        | 14.5 (58.1)        |
| 平均降水量 mm（）                                                                       | 8 (0.3)            | 21 (0.8)           | 61 (2.4)           | 173 (6.8)          | 208 (8.2)          | 207 (8.1)          | 236 (9.3)          | 234 (9.2)          | 279 (11.0)         | 248 (9.8)          | 96 (3.8)           | 25 (1.0)           | 1,796 (70.7)       |
| 平均降水天数（≥ 0.1mm）                                                                 | 1.9                | 2.7                | 5.0                | 12.3               | 19.1               | 20.9               | 23.3               | 22.5               | 23.7               | 19.8               | 10.4               | 5.6                | 167.2              |
| 平均相對濕度（％）                                                                      | 80.2               | 77.4               | 76.9               | 83.1               | 87.6               | 89.0               | 89.9               | 90.4               | 90.3               | 88.7               | 85.2               | 83.6               | 85.2               |
| 月均日照時數                                                                            | 255                | 234                | 255                | 202                | 190                | 147                | 157                | 136                | 133                | 140                | 172                | 215                | 2,236              |
| 来源： (PDF). 越南建筑科学技术研究所. [2022-01-28]. （原始内容存档 (PDF)于2018-07-22）. |                    |                    |                    |                    |                    |                    |                    |                    |                    |                    |                    |                    |                    |

## 歷任領導

### 市長（1901－1975）
來源於林同省官網上的大叻地志：
- 尚普德里（Champoudry）：1901－1908
- 卡尼韋（Canivey）：1909－1916
- 屈尼亞克（Cunhac）：1916－1920
- 加尼耶（Garnier）：1920－1926
- 埃爾瓜什·沙桑（Helgouach Chassaing）：1926－1930
- 達勒·奧古斯特（Darles Auguste）：1930－1934
- 尚普德里（Champoudry）：1934－1937
- 呂西安·奧熱（Lucien Auger）：1937－1940
- 德·雷東（De Redon）：1940－1942
- 貝爾若昂（Berjoan）：1942－1945
- 阮進浪（Nguyễn Tiến Lãng）：1945
- 膺荌（Ưng An）：1945
- 莫維隆（Movillon）：1946－1949
- 陳廷桂（Trần Đình Quế）：1949－1950
- 高明號（Cao Minh Hiệu）：1950－1955
- 陳文福（Trần Văn Phước）：1955－1963
- 陳玉絢（Trần Ngọc Huyến）：1963－1964
- 丁文第（Đinh Văn Đệ）：1964－1965
- 陳文奮（Trần Văn Phấn）：1965－1966
- 阮氏候（Nguyễn Thị Hậu）：1966－1968
- 路功名（Lộ Công Danh）：1969
- 阮伯辰（Nguyễn Bá Thìn）：1970－1973
- 阮合段（Nguyễn Hợp Đoàn）：1973－1975

## 景點
- 大叻市集
- 大叻火車站
- 梂坦茶山
- 龐卡爾瀑布
- 達坦拉瀑布
- 竹林禪院

## 參见
- 大叻大学
- 大叻師範學院
- 蓮姜機場